# Orsonwelles iudicium
Orsonwelles iudicium är en spindelart som beskrevs av Gustavo Hormiga 2002. Orsonwelles iudicium ingår i släktet Orsonwelles och familjen täckvävarspindlar. Inga underarter finns listade i Catalogue of Life.